# 換人殺砍砍
是一部2020年美國砍殺恐怖喜劇片，由克里斯多福·B·藍登執導並與麥可·甘迺迪（Michael Kennedy）共同編劇，布倫屋製片公司製作，文斯·范恩、凱瑟琳·紐頓、凱蒂·芬納蘭、賽麗絲·歐康納和亞倫·盧克主演。電影描述一個高中生無意間與連環殺手交換身體的故事。
《換人殺砍砍》2020年10月8日在上首映，2020年11月13日在美國影院上映。

## 劇情
四名美國高中生在一間擺設大量藝術品的別墅中把酒歡時，遭到當天從精神病院逃脫的連環殺手「畢斯福屠夫」殘忍殺害，屠夫行兇後從現場隨手偷走一把名為「拉多拉」（La Dola）的神聖匕首。隔天，在生活中飽受折磨的高中生米莉·凱斯勒，在高中橄欖球賽中演完學校吉祥物後，因母親卡蘿醉倒沒有赴约接她，使她一人留在空無一人的學校中。這時，屠夫盯上她而拿出匕首對她下手，一刀刺中米莉的左肩，然而屠夫的左肩上卻突然出現一模一樣的傷， 緊接著米莉當警察的姐姐夏琳及時趕到嚇跑屠夫、救下米莉。留在現場的匕首最終被扣為警方證物，警察同時開始全鎮搜捕屠夫。
清晨，米莉和屠夫醒後突然發現他們一夜之間互換身體，不清楚是怎麼回事之下都前往高中。靠米莉身體行動的屠夫按捺不住殺人的情緒，在女更衣室中將米莉的霸凌者萊樂關入冷療室中活活凍死，之後用鋸床將總是刁難米莉的木工老師伯納迪鋸成兩半，意識到靠這具少女身體能成為他的完美掩護。困在屠夫身體裡的米莉潛入高中找到她的兩名至交奈拉和喬許，靠對答出一系列問題、跳完一段吉祥物舞蹈、包含做出只有她們三人熟悉的舉手擊掌後，才讓奈拉和喬許相信事實。靠上網查找匕首的資料，三人得知必須在午夜前用匕首刺中屠夫的身體來恢復原狀，否則身體互換會永久化。
下午時，屠夫跟著一群高中橄欖球隊至遊樂場所，引誘米莉的暗戀對象布克走進一間鬼屋準備下手，然而米莉、奈拉和喬許及時現身阻止他行兇，屠夫和布克被同時打昏後帶回喬許的家。在屠夫被綁在椅子上期間，布克不相信兩人互換身體，直到米莉講出她幾星期前為布克寫過的情書詩歌才讓他相信。在喬許留在家中看管屠夫期間，其他人開始想辦法從警察局中取回匕首，奈拉想辦法將唯一執勤的夏琳騙出去後開始找匕首。留在車中的布克和米莉互相袒露對彼此的好感，而米莉承認自己留在屠夫身體裡的這段期間，感覺自己內心獲得前所未有的強大以及自信。
屠夫逃出喬許的家後跑到警察局打算取回匕首，縱身去阻止他的米莉恰好與屠夫同時出現在夏琳面前。而夏琳同樣不相信兩人互換身體，執意要將米莉鎖入牢房，迫使米莉反將夏琳鎖起來，但也使屠夫趁機搶走匕首後開警車逃跑。屠夫來到學校返校日舞會上尋找新目標，期間殺死三名企圖強暴她的橄欖球隊員，而米莉一行人隨後到场，布克給米莉設定好手錶鬧鐘。午夜將至，布克想辦法引開巡邏的警察，米莉三人找到屠夫後將他按倒在地，但米莉的手錶鬧鐘顯示已到午夜。絕望的眾人原以為晚了一步，直到喬許突然意識到小鎮鐘聲還沒敲響，米莉想起布克其實是把鬧鐘設定提前五分鐘以防萬一。米莉找準機會用匕首刺傷屠夫，兩者返回各自的身體裡，奈拉確認米莉成功回歸後，喬許讓趕來的警察對屠夫開槍将其擊倒後收押。
獲救的米莉正式跟布克表白，隨後跟母親和夏琳一家團圓、互相理解。然而事情仍未結束，被抬上救護車的屠夫制造假死状态，再次脫逃来到米莉的家中復仇，相繼制伏米莉的家人後，嘲諷米莉一直以來的無所作為。但隨著夏琳從身後偷襲他，米莉最終抓住機會、靠自己一天所學，拿起斷掉的桌腳成功刺死屠夫。

## 演員
- 文斯·范恩 飾 昆汀·薛默／畢斯福屠夫（Quentin Shermer / the Blissfield Butcher）
- 凱瑟琳·紐頓 飾 米莉·凱斯勒（Millie Kessler）
- 凱蒂·芬納蘭（英语：Katie Finneran） 飾 卡蘿·凱斯勒（Coral Kessler）
- 黛娜·德羅里（Dana Drori）飾 夏琳·「小夏」·凱斯勒（Charlene "Char" Kessler）
- 賽麗絲·歐康納（英语：Celeste O'Connor） 飾 奈拉·瓊斯（Nyla Chones）
- 米夏·奧西羅維奇（Misha Osherovich） 飾 喬許·德特莫（Josh Detmer）
- 尤賴亞·謝爾頓 飾 布克·史特羅德（Booker Strode）
- 亞倫·盧克 飾 伯納迪老師（Mr. Bernardi）
- 梅莉莎·科拉佐（Melissa Collazo）飾 萊樂（Ryler）

## 製作
2019年8月上旬，據報導，克里斯多福·B·藍登將編劇和執導一部由傑森·布倫的布倫屋製片公司製作的恐怖電影，劇情描述一個暴力人物在一個小鎮造成嚴重傷亡。預計將於10月在喬治亞州亞特蘭大開始製作，當時被外界猜測是《驚聲尖叫》（1996年）的重啟。藍登後來澄清重啟《驚聲尖叫》的傳聞，並指出這部電影的靈感是來自瑪麗·羅傑斯的小說《怪誕星期五》。
8月下旬，官方宣布凱瑟琳·紐頓和文斯·范恩簽約擔任主演，其劇本由藍登與麥可·甘迺迪（Michael Kennedy）共同編寫。2019年10月，尤賴亞·謝爾頓、亞倫·盧克、凱蒂·芬納蘭、賽麗絲·歐康納及米夏·奧西羅維奇（Misha Osherovich）加入演出陣容。
主要拍攝於2019年10月21日開始進行，直至2019年12月12日結束，歷時35天。電影原名為《13號怪誕星期五》（Freaky Friday the 13th）。

## 發行
《換人殺砍砍》2020年10月8日在超越影展（Beyond Fest）上舉行全球首映。環球影業將該片定於2020年11月13日在美國院線上映，後於2020年12月4日安排在VOD上發行。

## 外部連結
- 官方网站
- 互联网电影数据库（IMDb）上《換人殺砍砍》的资料（英文）